# Antoine Nicolas Duchesne
Antoine Nicolas Duchesne (7 d'octubre de 1747, Versalles - 18 de febrer de 1827, París) va ser un botànic francès notable per les seves agudes observacions de la variació dins les espècies, i per haver demostrat que les espècies no són immutables, ja que hi pot haver mutacions "Les observacions de Duchesne no tenien encara l'ajut dels conceptes moderns de la genètica i la biologia molecular i són molt remarcables." Va tenir especial interès per les maduixeres i les cucurbitàcies.
Duchesne treballà als jardins de Versalles, on va ser deixeble de Bernard de Jussieu, i on establí una col·lecció notable de plantes de maduixera al jardí Petit Trianon.
El gènere Duchesnea Sm. (Rosaceae) rep el nom en honor seu.
Com a botànic la seva abreviatura és: Duchesne

## Algunes obres
- Manuel de botanique, contenant les propriétés des plantes utiles, 1764
- Essai sur l'histoire naturelle des courges paru dans l'Encyclopédie méthodique de Jean-Baptiste de Lamarck 1764.
- Histoire naturelle des fraisiers contenant les vues d'économie réunies à la botanique et suivie de remarques particulières sur plusieurs points qui ont rapport à l'histoire naturelle générale, Didot jeune, Paris 1766
- Le Jardinier prévoyant, contenant par forme de tableau, le rapport des opérations journalières avec le temps des récoltes successives qu'elles préparent. 11 vols. P. F. Didot jeune, Paris 1770-1781
- Sur la formation des jardins, Dorez, Paris 1775.
- Le Porte-feuille des enfans, mélange intéressant d'animaux, fruits, fleurs, habillemens, plans, cartes et autres objets.... Mérigot jeune, Paris, [n.d., probably 1784].
- Le Livret du ″Porte-feuille des enfans″, à l'usage des écoles... d'après la loi du 11 germinal an IV. Imprimerie de Gueffier, Paris, an VI – 1797.
- Le Cicerone de Versailles, ou l'Indicateur des curiosités et des établissemens de cette ville.... J.-P. Jacob, Versailles, an XII — 1804; revised and augmented in 1815.